# Batz-sur-Mer
Batz-sur-Mer település Franciaországban, Loire-Atlantique megyében. Lakosainak száma 2799 fő (2022. január 1.). Batz-sur-Mer Le Croisic, Le Pouliguen és Guérande községekkel határos.

## Népesség
A település népességének változása:
| Lakosok száma | 3346 | 3649 | 3003 | 2651 | 2248 | 2284 | 2590 | 3089 | 2906 | 2799 |
|               | 1793 | 1836 | 1861 | 1886 | 1911 | 1946 | 1982 | 2009 | 2017 | 2022 |